# John Hunting
John Hunting (Leicester, 1935. augusztus 15. – 2024. december 2.) angol nemzetközi labdarúgó-játékvezető. ITF Silver Badge minősített tenisz-játékvezetője volt.

## Pályafutása

### Nemzeti játékvezetés
A játékvezetői vizsgát 1968-ban szerezte meg. Ellenőreinek, sportvezetőinek javaslatára 1972-ben már a Liga partbírója, majd játékvezetője. Az aktív nemzeti játékvezetéstől 1984-ben búcsúzott.
FA Kupa
Az angol JB elismerve szakmai felkészültségét – búcsúzásként az aktív játékvezetéstől – megbízta  a döntő találkozó koordinálásával. 1972-ben a döntő első számú partbírója lehetett.
| Időpont         | Helyszín                | Mérkőzés típusa | Mérkőzés        | Eredmény | Nézők száma |
| --------------- | ----------------------- | --------------- | --------------- | -------- | ----------- |
| 1984. május 19. | Wembley Stadion, London | döntő           | Everton–Watford | 2 : 0    | 100 000     |

### Nemzetközi játékvezetés
Az Angol labdarúgó-szövetség Játékvezető Bizottsága (JB) 1973-ban terjesztette fel nemzetközi játékvezetőnek, a Nemzetközi Labdarúgó-szövetség (FIFA) bíróinak keretébe. Több nemzetek közötti válogatott és klubmérkőzést vezetett. Az angol nemzetközi játékvezetők rangsorában, a világbajnokság-Európa-bajnokság sorrendjében többedmagával a 21. helyet foglalja el 3 találkozó szolgálatával. Az aktív nemzetközi játékvezetéstől 1984-ben vonult vissza.

#### Világbajnokság
A világbajnoki döntőhöz vezető úton Spanyolországba a XII., az 1982-es labdarúgó-világbajnokságra a FIFA JB játékvezetőként alkalmazta.
| Időpont          | Helyszín               | Mérkőzés típusa   | Mérkőzés        | Eredmény |
| ---------------- | ---------------------- | ----------------- | --------------- | -------- |
| 1980. július 12. | Nemzeti Stadion, Lagos | Afrika (CAF) zóna | Nigéria–Tunézia | 2 : 0    |

#### Európa-bajnokság
Az európai-labdarúgó torna döntőjéhez vezető úton Olaszországba a VI., az 1980-as labdarúgó-Európa-bajnokságra és Franciaországba a VII., az 1984-es labdarúgó-Európa-bajnokságra az UEFA JB játékvezetőként foglalkoztatta.
| Időpont           | Helyszín                   | Mérkőzés típusa           | Mérkőzés               | Eredmény | Nézők száma |
| ----------------- | -------------------------- | ------------------------- | ---------------------- | -------- | ----------- |
| 1979. március 28. | Philips Stadion, Eindhoven | előselejtező (4. csoport) | Hollandia–Svájc        | 3 : 0    | 27 000      |
| 1983. április 27. | Lenin Stadion, Moszkva     | előselejtező (2. csoport) | Szovjetunió–Portugália | 5 : 0    | 90 000      |

#### Brit Bajnokság
1882-ben az Egyesült Királyság brit tagállamainak négy szövetség úgy döntött, hogy létrehoznak egy évente megrendezésre kerülő bajnokságot egymás között. Az utolsó bajnoki idényt 1983-ban tartották meg.
| Időpont           | Helyszín                      | Mérkőzés típusa | Mérkőzés              | Eredmény |
| ----------------- | ----------------------------- | --------------- | --------------------- | -------- |
| 1982. április 28. | Windsor Park Stadion, Belfast | selejtező       | Észak-Írország–Skócia | 1 : 1    |